# Roridula gorgonias
Roridula gorgonias är en tvåhjärtbladig växtart som beskrevs av Jules Émile Planchon. Roridula gorgonias ingår i släktet Roridula och familjen Roridulaceae. Inga underarter finns listade i Catalogue of Life.

## Bildgalleri

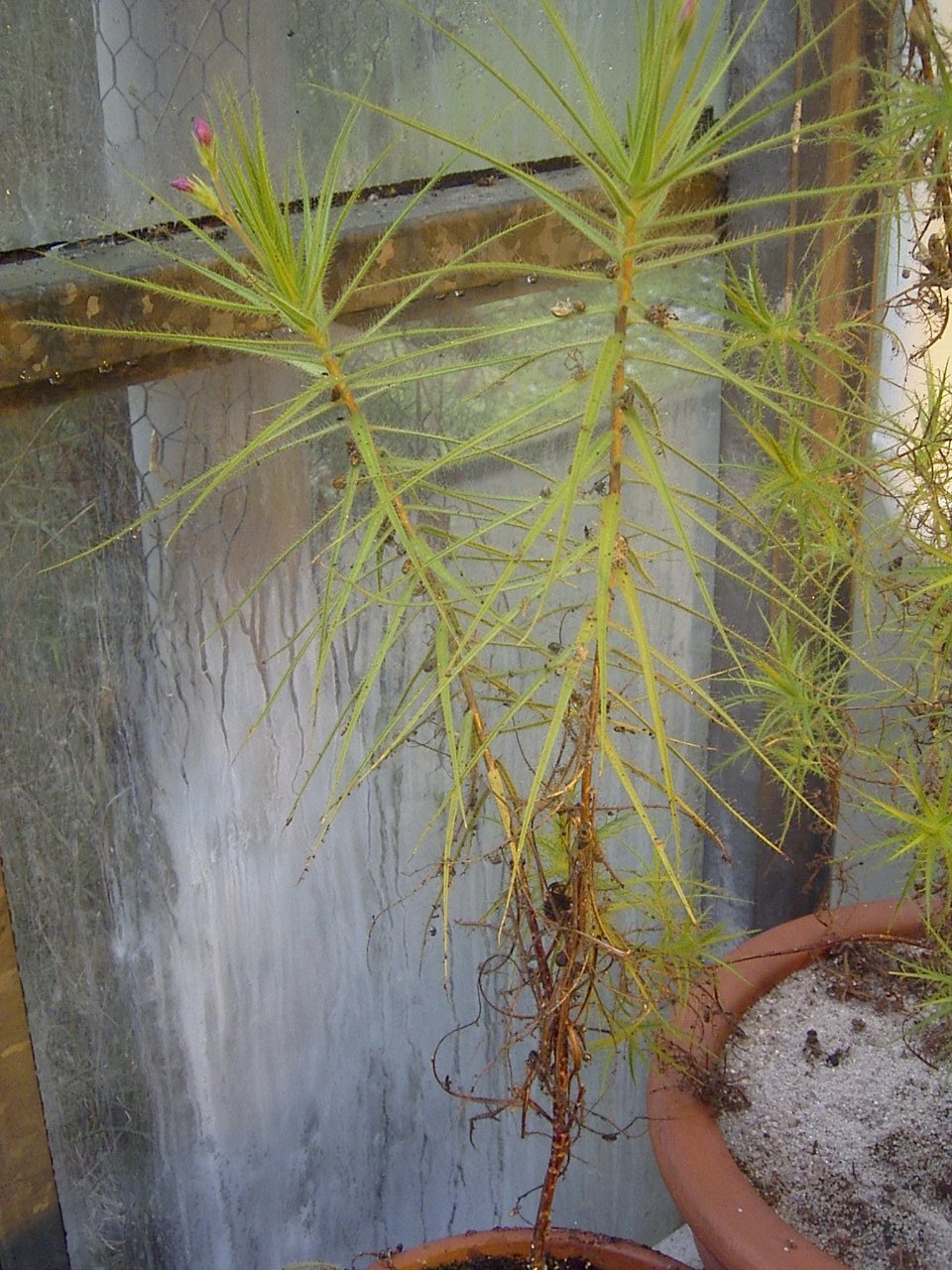
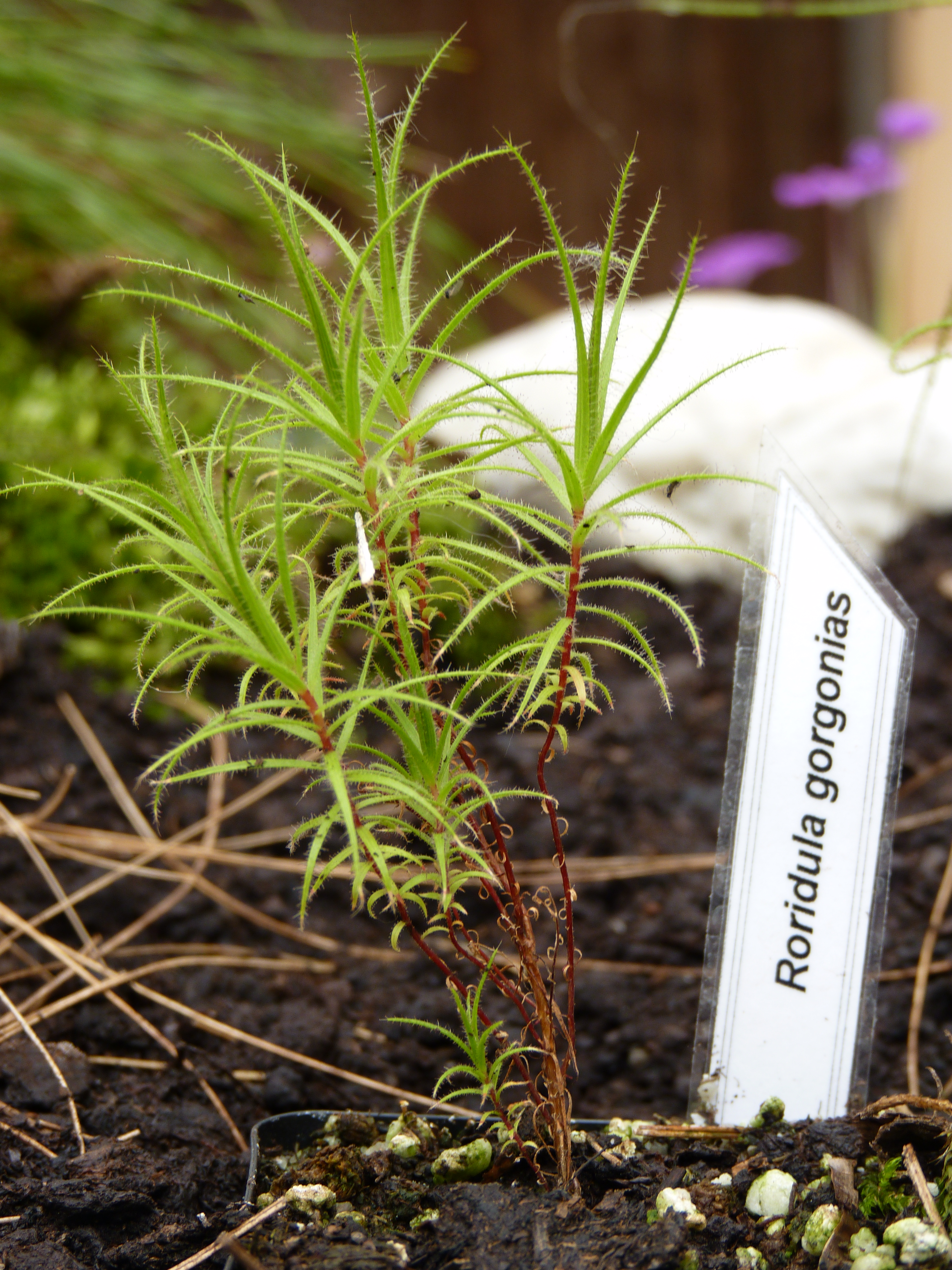
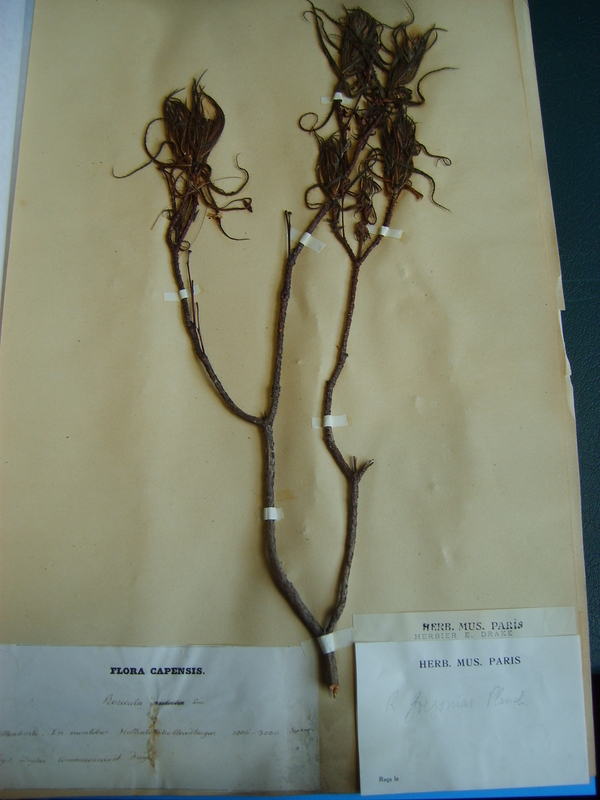
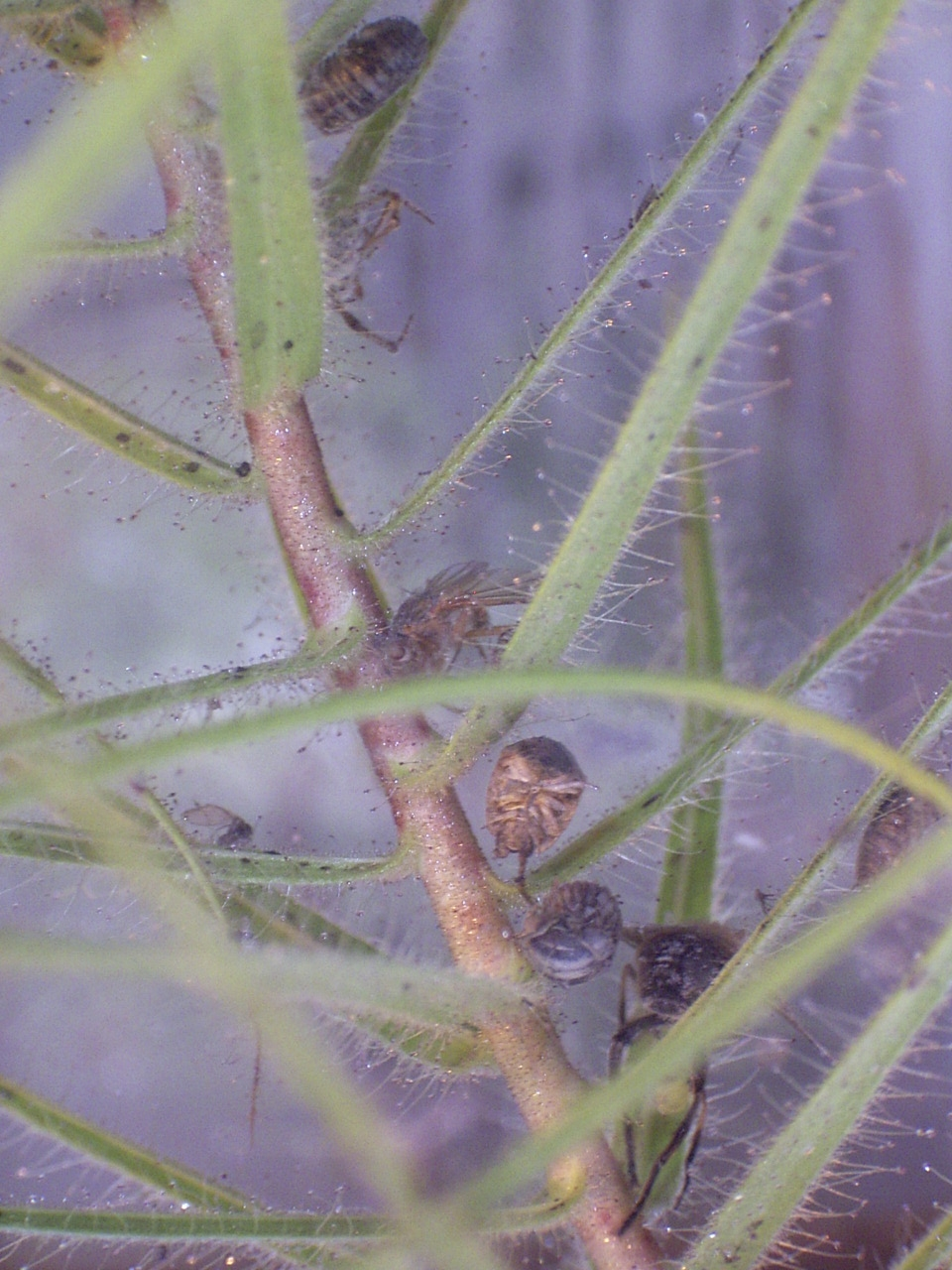
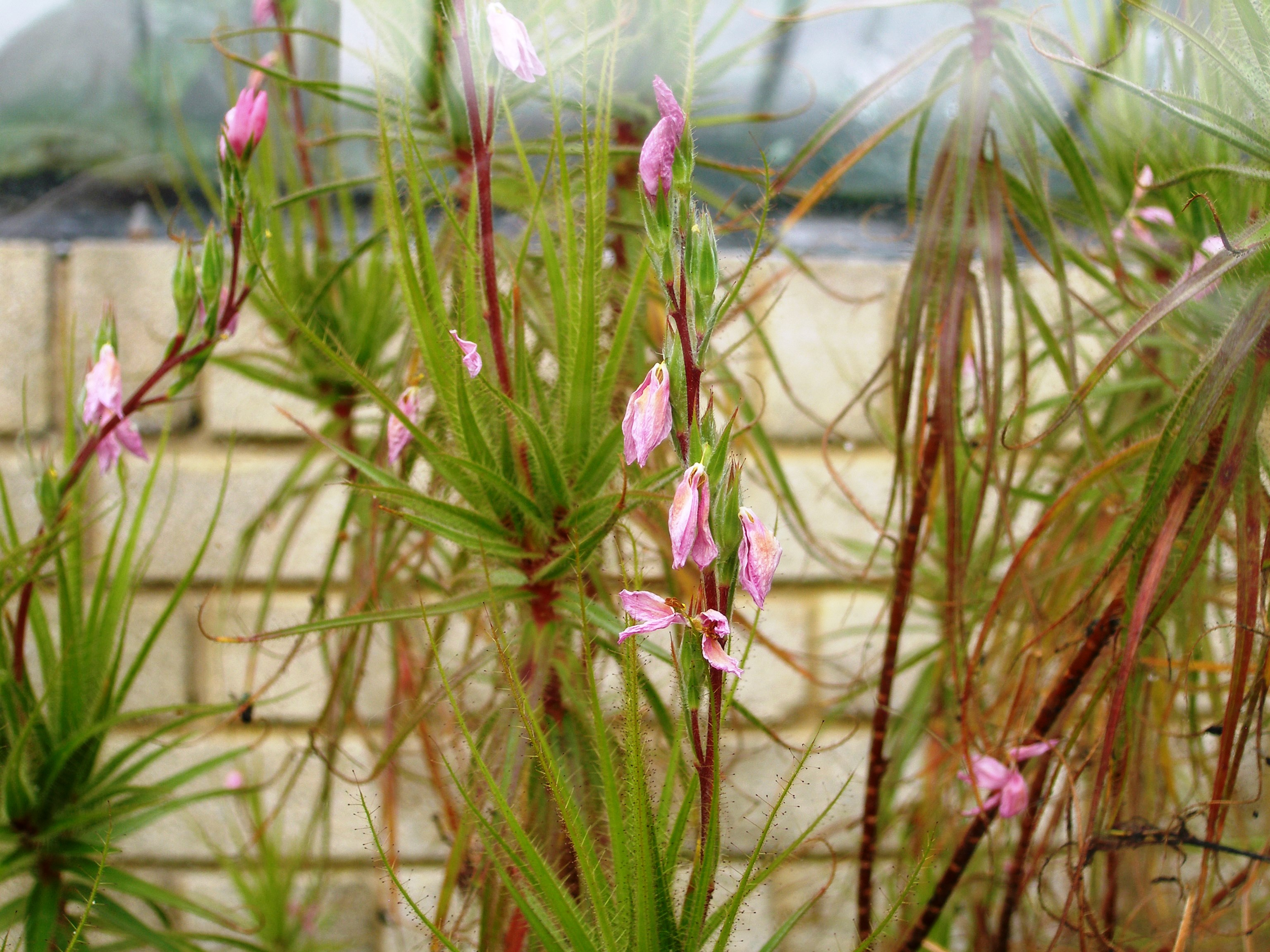